# Менкв
Менкв (менк, менгкв, у восточных хантов — Сэвэс, Сэвс-ики) — антропоморфный великан-людоед и оборотень в ханты-мансийской мифологии.

## Происхождение
Согласно преданиям, менквы — первая и неудачная попытка небесного бога Нуми-Торума создать людей. Он сотворил менквов из стволов лиственниц, однако после создания они убежали в лес, где и живут до сих пор. Их эпоха называлась менквенг-торум («менквов эпоха»). По другой версии, менквы — это духи умерших в лесу людей.

## Описание
Менквы в целом похожи на людей, но имеют густые брови, иногда острую голову или много голов — голов от одной до семи, железное тело и длинные ногти. В некоторых рассказах у менквов только один глаз посреди лба и рот сзади. Они высокие и очень сильные, но глупые, поэтому их легко обмануть. Им почти невозможно нанести урон, есть только одно слабое место, однако где оно находится можно узнать только с помощью магии. Чаще их побеждают хитростью. Когда они умирают, из их органов возникают острова, холмы, реки.
Менквы живут в лесу, у них есть семьи, они ходят на охоту. Передвигаются всегда пешком. Сосьвинские манси считали, что менквы живут поселениями, у них есть старейшины и они платят подать Мир-суснэ-хуму, являющемуся их «князем». Собирает дань «десятник» Чохрынь-ойка. Менквы владеют живой водой. На Сосьве менквов считали предками лесных людей миш/мис.

## Тотемический миф и культ
У манси менквы были тесно связаны с тотемом фратрии Пор — медведем и были значимы в фратриальной церемонии. Изваяния менквов (обычно семь штук) часто ставили около святилищ, которые они якобы охраняли. И. Н. Гемуев считал, что остроголовость этих идолов символизирует надетые шлемы. Изваяния заменяли каждые семь лет, так как считалось, что их сила постепенно падает. На медвежьем празднике менквов изображают кричащие и хохочущие люди в высоких масках из конских хвостов.